# Fristaten Anhalt
Fristaten Anhalt (tysk: Freistaat Anhalt) var en delstat i Det Tyske Rige under Weimarrepublikken (1918–1933), en periode i mellemkrigstiden hvor Tyskland havde en svag demokratisk forfatning og var organiseret som en forbundsstat.
Fristaten opstod den 12. november 1918 i kølvandet på Novemberrevolutionen og var efterfølgeren til hertugdømmet Anhalt. Den ophørte de facto med at eksistere i 1933 ved nationalsocialismens magtovertagelse men eksisterede formelt indtil slutningen af 2. verdenskrig i 1945.
Fristaten Anhalt var beliggende omgivet af den preussiske provins Sachsen, og grænsede mod denne i næsten alle retninger. I nordøst havde den også en grænse til provinsen Brandenburg og i sydvest til Fristaten Braunschweig.
I 1945 blev Fristaten Anhalt slået sammen med provinsen Sachsen, dele af Fristaten Braunschweig og byen Allstedt til den nye og udvidede provins Sachsen (fra 1947 Sachsen-Anhalt). Det geografiske område for Fristaten Anhalt indenfor Sachsen-Anhalt svarede i store træk til den tidligere Landkreis Anhalt-Zerbst (1994–2007). Under kredsreformen i Sachsen-Anhalt i 2007 blev denne indlemmet i Landkreis Anhalt-Bitterfeld, som i dag er den sidste historiske rest af denne tidligere statsdannelse.
I 1925 havde Fristaten Anhalt et areal på 2.299 km2 og en befolkning på 351.045 indbyggere. Under Nazityskland havde staten i maj 1939 et areal på 2.314 km2 og en befolkning på 436.213 indbyggere.